# Qingyang
Qingyang léase: Ching-Yáng  (en chino: 庆阳, pinyin: Qìngyáng) es una ciudad-prefectura en la provincia de Gansu, República Popular de China. A una distancia aproximada de 380 kilómetros de la capital provincial. Limita al norte y oeste con Ningxia y al sur y este con  la provincia de Shaanxi. Su área es de 27 119 km² y su población total es de 2,58 millones. 
La temperatura media anual es de 8C con 480 mm a 660 mm de lluvia.

## Administración
La ciudad prefectura de Qingyáng se divide en 1 distrito y 7 condados:
- Distrito Xifeng 西峰区
- Condado Qingcheng 庆城县
- Condado Huan 环县
- Condado Huachi 华池县
- Condado Heshui 合水县
- Condado Zhengning 正宁县
- Condado Ning 宁县
- Condado Zhenyuan 镇原县
- Condado Eric 埃里克
- Condado Doki 多基

## Historia
Qingyáng era parte de la zona en las primeras culturas a lo largo del río Amarillo y formó parte del corazón del estado de Qin que con el tiempo se unió a China. También fue un lugar importante en la revolución comunista.
También cabe recalcar que es la ciudad más lejana a la habitación de Bastián Cerna